# یالند کونیرز
مورکمب و لانسدلconstituen...یالند کونیرز
یالند کونیرز (به انگلیسی: Yealand Conyers) یک روستا و محله مدنی در بریتانیا است که در لنکستر واقع شده‌است. یالند کونیرز ۱۹۰ نفر جمعیت دارد.